# 620'erne f.Kr.
Århundreder: 8. århundrede f.Kr. – 7. århundrede f.Kr. – 6. århundrede f.Kr.
Årtier: 670'erne f.Kr. 660'erne f.Kr. 650'erne f.Kr. 640'erne f.Kr. 630'erne f.Kr. – 620'erne f.Kr. – 610'erne f.Kr. 600'erne f.Kr. 590'erne f.Kr. 580'erne f.Kr. 570'erne f.Kr.
År: 629 f.Kr. 628 f.Kr. 627 f.Kr. 626 f.Kr. 625 f.Kr. 624 f.Kr. 623 f.Kr. 622 f.Kr. 621 f.Kr. 620 f.Kr.